# Air (film, 2015)
Pour les articles homonymes, voir Air (homonymie).
Pour plus de détails, voir Fiche technique et Distribution.
Air est un film américain de science-fiction basé sur le thème post-apocalyptique réalisé par Christian Cantamessa, et sorti en 2015.

## Synopsis
Une attaque massive d'armes chimiques a anéanti la majorité de l'humanité et rendu l'air irrespirable. Le gouvernement des Etats-Unis a hâtivement construit une poignée de bunkers improvisés, dans lesquels des scientifiques sont maintenus en sommeil cryogénique jusqu'à ce que l'air extérieur ne soit plus toxique. Chacun de ces bunkers est entretenu par deux techniciens, eux aussi en cryo-sommeil, qui sont réveillés deux heures tous les six mois afin d'effectuer des tâches de routine et des inspections pour maintenir l'installation en état de marche.
Le film s'ouvre sur les deux techniciens d'un de ces bunkers, Bauer (Norman Reedus) et Cartwright (Djimon Hounsou). Ils suivent leur liste normale de tâches pendant un cycle de réveil. Cartwright a des visions occasionnelles de sa femme Abby (Sandrine Holt) et a des discussions avec elle, ce qui irrite Bauer.
Alors que les deux heures sont presque écoulées, le caisson de sommeil de Cartwright est détruit par un incendie causé par une activité sismique récente. Frénétiquement, les deux hommes parviennent à localiser la valve d'approvisionnement en air de secours, puis se lancent à la recherche d'un nouveau caisson de sommeil pour Cartwright.
Le caisson semble opérationnel et Bauer choisit de l'utiliser. Cependant, le caisson a une malfonction et est près d'asphyxier Bauer, jusqu'à ce que Cartwright n'apparaisse et le libère, détruisant le caisson.
Le bunker ne possédant pas d'autre caisson, Bauer insiste pour éjecter une personne au hasard pour permettre à Cartwright d'utiliser ce caisson. Ce dernier refuse d'envoyer quiconque à une mort certaine et insiste sur le fait qu'il y a une autre solution. Il quitte le bunker en combinaison Hazmat pour rejoindre une installation voisine, Bauer le guide et l'assiste via leur radio. Cartwright rencontre de nombreux corps mais continue son périple à travers les conduits d'air.
Quand il parvient enfin dans l'installation, il s'aperçoit que tous ses occupants sont morts, et depuis longtemps. Bien que le système informatique ait signalé que tous les occupants étaient sains et saufs pendant tous les cycles de réveils précédents, il est évident qu'il s'agissait d'une ruse pour que les techniciens croient qu'ils ne sont pas seuls afin de conserver leur moral.
Pendant ce temps, Bauer visionne les images des caméras de sécurité et réalise que Cartwright se tenait près de lui tout le temps qu'il suffoquait dans le caisson, ce qui indique que Cartwright a essayé de le tuer et ne l'a sauvé qu'après avoir changé d'avis, à la dernière minute.
Alors que Cartwright revient dans son propre bunker, Bauer le défie avec un revolver. Une course-poursuite à travers l'installation s'ensuit ; c'est finalement Cartwright qui a le dessus, après avoir pris Bauer par surprise et lui avoir injecté une dose létale de morphine. Bauer accepte son sort, et fait la paix avec Cartwright avant de mourir.
Dans l'épilogue, Cartwright se réveille dans un nouveau cycle plusieurs décennies plus tard. L'air est de nouveau respirable, et le système de l'installation réveille automatiquement tous les occupants, qui sortent de leur caisson et se dirigent vers la surface de la Terre. Parmi elles se trouve Abby.

## Fiche technique
- Titre : Air
- Réalisation : Christian Cantamessa
- Scénario : Christian Cantamessa et Chris Pasetto
- Musique : Edo Van Breemen
- Photographie : Norm Li
- Montage : Greg Ng
- Production : David Alpert, Chris Ferguson, Brian Kavanaugh-Jones et Robert Kirkman
- Société de production : Automatik Entertainment, Circle of Confusion, Oddfellows Entertainment, Skybound Entertainment et Stage 6 Films (en)
- Pays :  États-Unis
- Genre : Drame, science-fiction et thriller
- Durée : 95 minutes
- Dates de sortie : 
  - États-Unis : 14 août 2015

## Distribution
- Norman Reedus (VF : Emmanuel Karsen) : Bauer
- Djimon Hounsou (VF : Jean-Paul Pitolin) : Cartwright
- Sandrine Holt (VF : Anne Tilloy) : Abby
- Peter Benson : Anchorman
- David Nykl : Sleeper 1